# Montsoult
Montsoult je francouzská obec v departementu Val-d'Oise v regionu Île-de-France. V roce 2014 zde žilo 3 431 obyvatel.

## Poloha obce
Sousední obce jsou: Attainville, Baillet-en-France, Chauvry, Maffliers, Nerville-la-Forêt a Villiers-Adam.

## Vývoj počtu obyvatel
Počet obyvatel